# Kenia na igrzyskach Wspólnoty Narodów
Kenia zadebiutowała na igrzyskach Wspólnoty Narodów w 1954 roku na igrzyskach w Vancouver i od tamtej pory reprezentacja uczestniczyła we wszystkich igrzyskach oprócz zawodów w 1986 (Edynburg). Najwięcej złotych medali (12) oraz najwięcej medali w ogóle (33) Kenia wywalczyła na igrzyskach w Nowym Delhi w 2010 roku.

## Klasyfikacja medalowa
| Igrzyska          | Złoto | Srebro | Brąz | Razem |
| ----------------- | ----- | ------ | ---- | ----- |
| 1954 Vancouver    | 0     | 0      | 0    | 0     |
| 1958 Cardiff      | 0     | 0      | 2    | 2     |
| 1962 Perth        | 2     | 2      | 1    | 5     |
| 1966 Kingston     | 4     | 1      | 3    | 8     |
| 1970 Edynburg     | 5     | 3      | 6    | 14    |
| 1974 Christchurch | 7     | 2      | 9    | 18    |
| 1978 Edmonton     | 7     | 6      | 5    | 18    |
| 1982 Brisbane     | 4     | 2      | 4    | 10    |
| 1990 Auckland     | 6     | 9      | 3    | 18    |
| 1994 Victoria     | 7     | 4      | 8    | 19    |
| 1998 Kuala Lumpur | 7     | 5      | 4    | 16    |
| 2002 Manchester   | 4     | 8      | 4    | 16    |
| 2006 Melbourne    | 6     | 5      | 7    | 18    |
| 2010 Nowe Delhi   | 12    | 11     | 10   | 33    |
| Razem             | 71    | 58     | 66   | 195   |

### Według dyscyplin
| Dyscyplina        | Złoto | Srebro | Brąz | Razem |
| ----------------- | ----- | ------ | ---- | ----- |
| Lekkoatletyka     | 58    | 45     | 41   | 144   |
| Boks              | 10    | 13     | 22   | 45    |
| pływanie          | 1     | -      | -    | 1     |
| Podnoszenie cięż. | -     | -      | 3    | 3     |
| Razem             | 71    | 58     | 66   | 195   |